# Piazza Ciullo
Piazza Ciullo è la principale piazza di Alcamo, nella provincia di Trapani. Situata nel cuore del centro storico, rappresenta il punto di incontro e di richiamo in occasione di eventi importanti.
Oggi essa rappresenta anche il luogo di ritrovo ideale per i giovani alcamesi.

## Storia
Secondo fonti storiche, nel 1500 un corso d'acqua attraversava Piazza Ciullo: il fossato, dentro il quale esso scorreva, d'inverno si riempiva d'acqua, ma col passare dei secoli l'area prese l'attuale conformazione. Oggi la prova dell'esistenza di questo torrente è data dalla particolare posizione dei fabbricati, le cui forme sono fatte risaltare attraverso le linee della pavimentazione, dopo il lavoro di ristrutturazione fatto secondo il progetto di Gae Aulenti.
Nel XVI secolo all'interno della città c'erano molte abitazioni, con cortili all'interno, e chiese: molte di queste case erano costruite sull'asse est-ovest, verso Porta Trapani. La riva del ruscello (detto vallone in dialetto) era molta adatta per costruirvi delle nuove chiese. Si iniziò con la Chiesa di Sant'Oliva  nel 1533, poi la Chiesa della Sacra Famiglia  (dopo il 1650), il Collegio o Chiesa del Gesù (1684), la ex chiesa di Santa Maria dello Stellario (costruita nel 1605, demolita nel 1962 ed oggi sede di una banca). 
Questo luogo divenne importante nella prima metà del XVI secolo grazie ad alcuni eventi, fra i quali il passaggio e soggiorno dell'imperatore Carlo V (avvenuto nel 1535), e poi la realizzazione della Chiesa del Collegio da parte dei Gesuiti nel 1650, che portò la piazza ad avere la caratteristica forma attuale.
La piazza attuale è sorta unendo i sagrati di tre Chiese: Sant'Oliva, lo Stellario (1625) e la Chiesa del Collegio (1650).
Il primo nome che ebbe fu quello di Piazza Maggiore, e in seguito, fino al 1875, Piano Sant'Oliva, per poi essere chiamata Piazza Ciullo, in onore del grande poeta Ciullo d’Alcamo, autore del famoso contrasto amoroso "Rosa fresca aulentissima".

## Descrizione
Piazza Ciullo si presenta in forma allungata ed è contraddistinta da due lati paralleli, per come si snodavano le vecchie mura, oggi non più esistenti.
Nella piazza si possono ammirare l’imponente facciata, in stile barocco, della Chiesa del Gesù  con un grande orologio circolare nella parte alta, il complesso architettonico de Ex collegio dei Gesuiti accanto ad essa, quindi la Chiesetta della Sacra Famiglia, il Palazzo Comunale e la chiesa di Sant’Oliva che venne fondata nel 1533 e ricostruita nel 1723 su progetto di Giovanni Biagio Amico.
Proprio di fronte al Palazzo Comunale si trova il Palazzo Liberty che un tempo era sede dell'Ufficio Postale.
Nel 1919, all'angolo con il Corso 6 Aprile, è stato collocato un bellissimo chiosco in legno e in stile Liberty che serviva bibite e decotti: oggi è adibito a gelateria e panineria.
Fino al 1929, nell'angolo con la via Porta Stella esisteva una fontana realizzata dallo scultore Antonino Gaggini, figlio di Antonello; inoltre, all'interno di una cornice c'erano due scudi e lo stemma della città di Alcamo, con una scritta in latino.
Sotto la piazza, sul lato nord di essa e scendendo alcuni scalini, c'è Piazza Mercato. 

### Restauro
La piazza è stata asfaltata nel 1952 dall'amministrazione comunale del tempo.
L’ultimo restauro, effettuato nel 1996 su progetto del famoso architetto Gae Aulenti, ha portato alla nuova pavimentazione e a un nuovo arredo urbano, seguendo le linee guida di quel torrente scomparso che attraversava la piazza.
Il rinnovamento della piazza principale di Alcamo, che ha visto la messa in posa di quei tanto discussi "pali verdi" (profilati in ferro a forma di Ti, che la illuminano al posto degli antichi lampioni con pali in ghisa), è ancora oggi oggetto di vivace discussione tra chi sostiene che abbiano apportato valore aggiunto, e chi, al contrario, vede una contrapposizione piuttosto stridente con la parte più antica della piazza.
Comunque questo sistema di illuminazione, in seguito utilizzato altrove, ha preso il nome di Sistema Alcamo.
Oggi l'intera piazza, e parte del Corso 6 Aprile, è vincolata ad area pedonale.

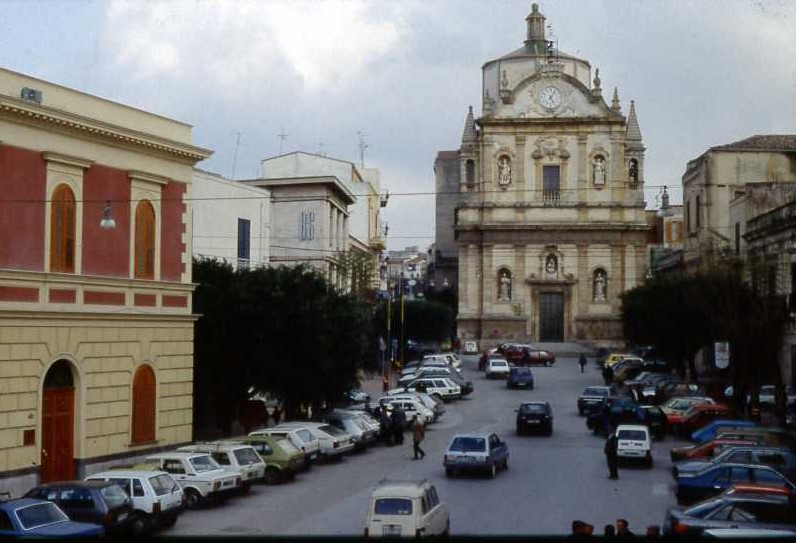
Foto primi anni '90
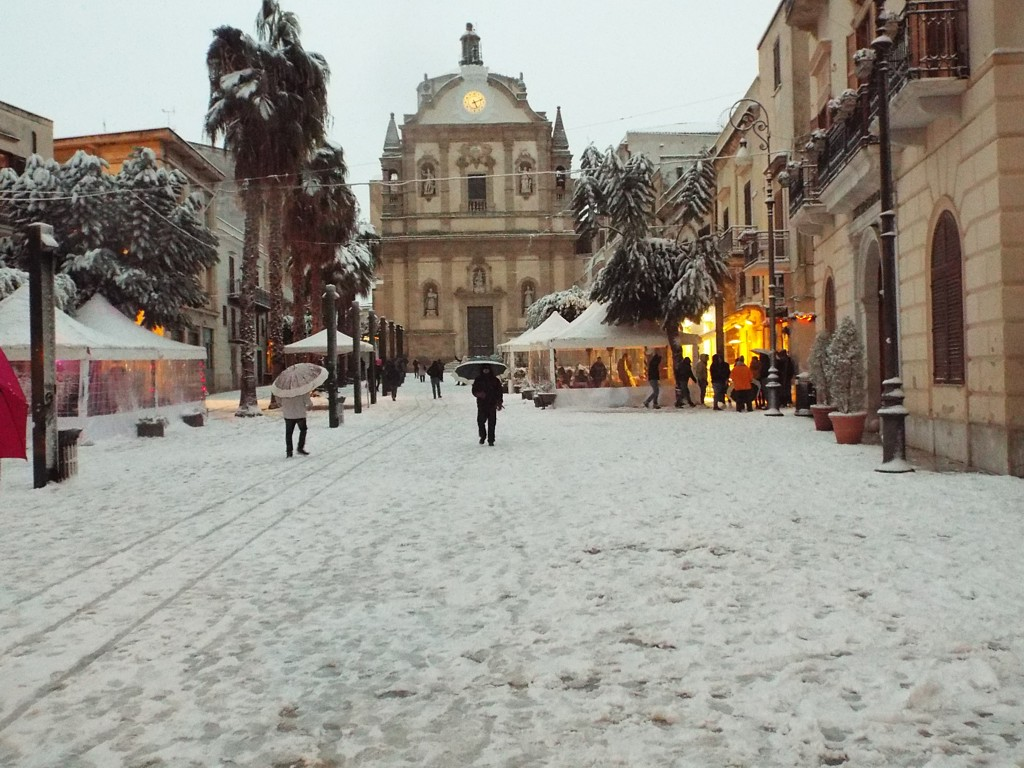
La piazza innevata
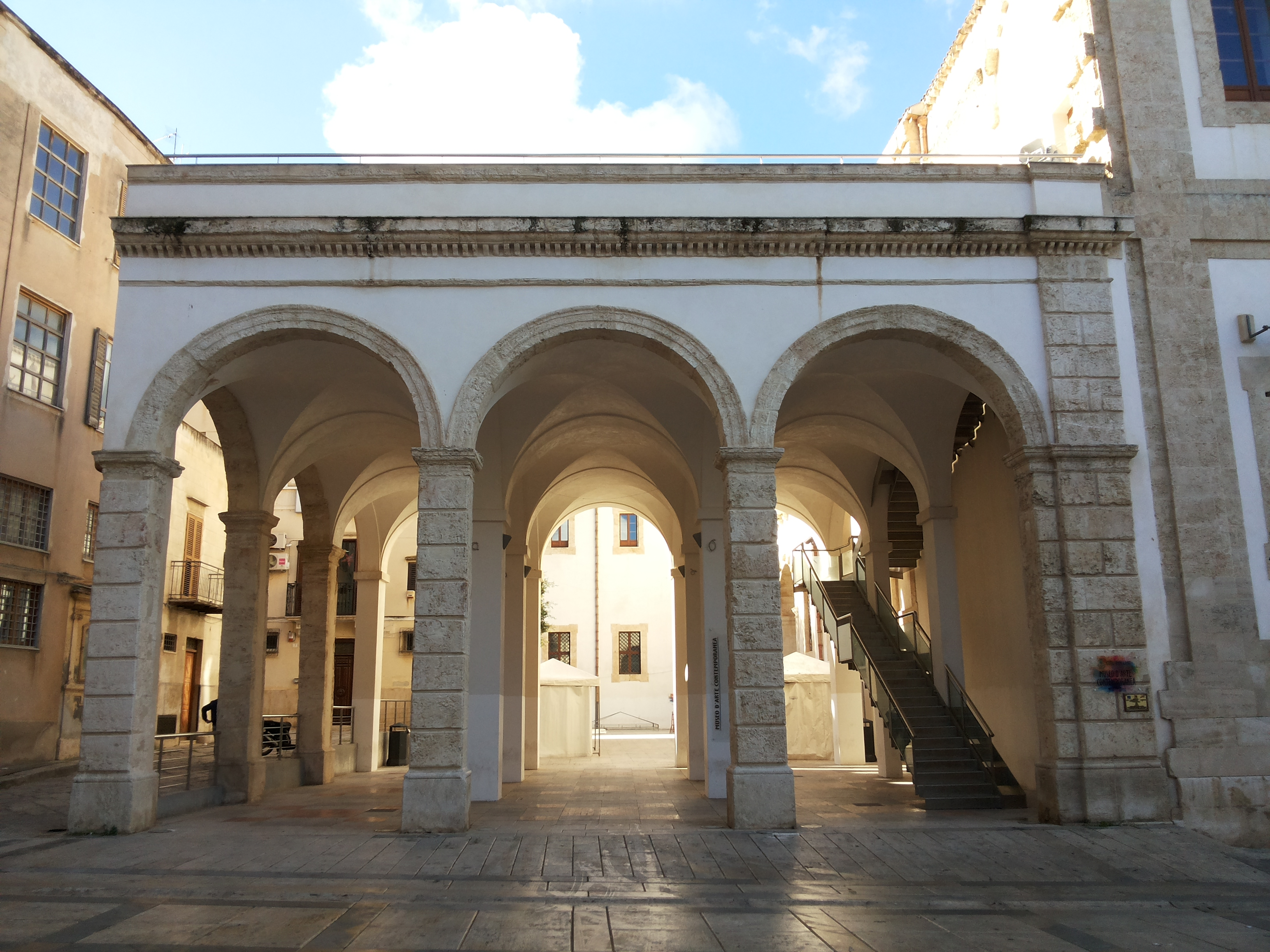
Porticato dell'Ex collegio dei Gesuiti
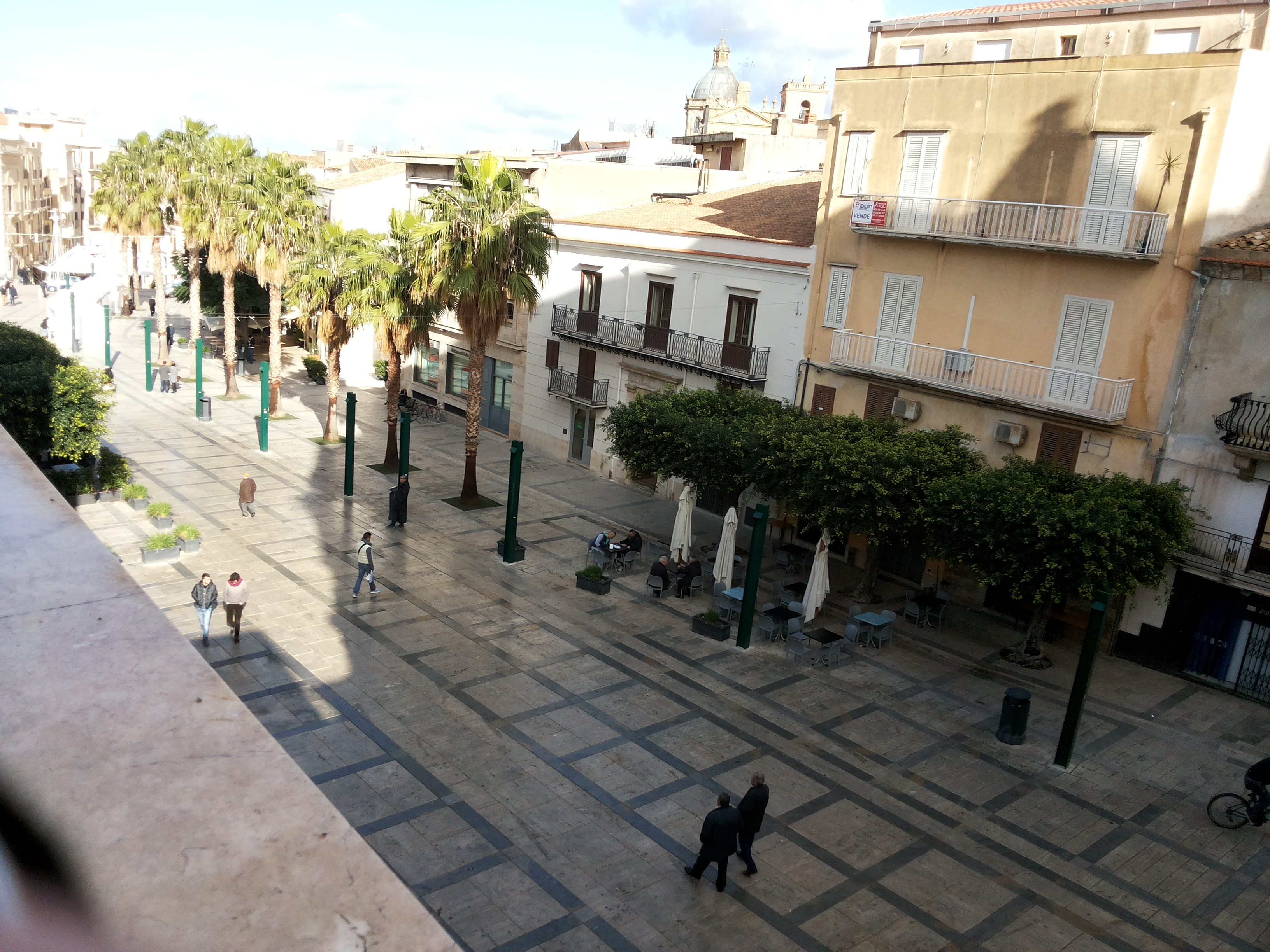
La Piazza vista dall'alto
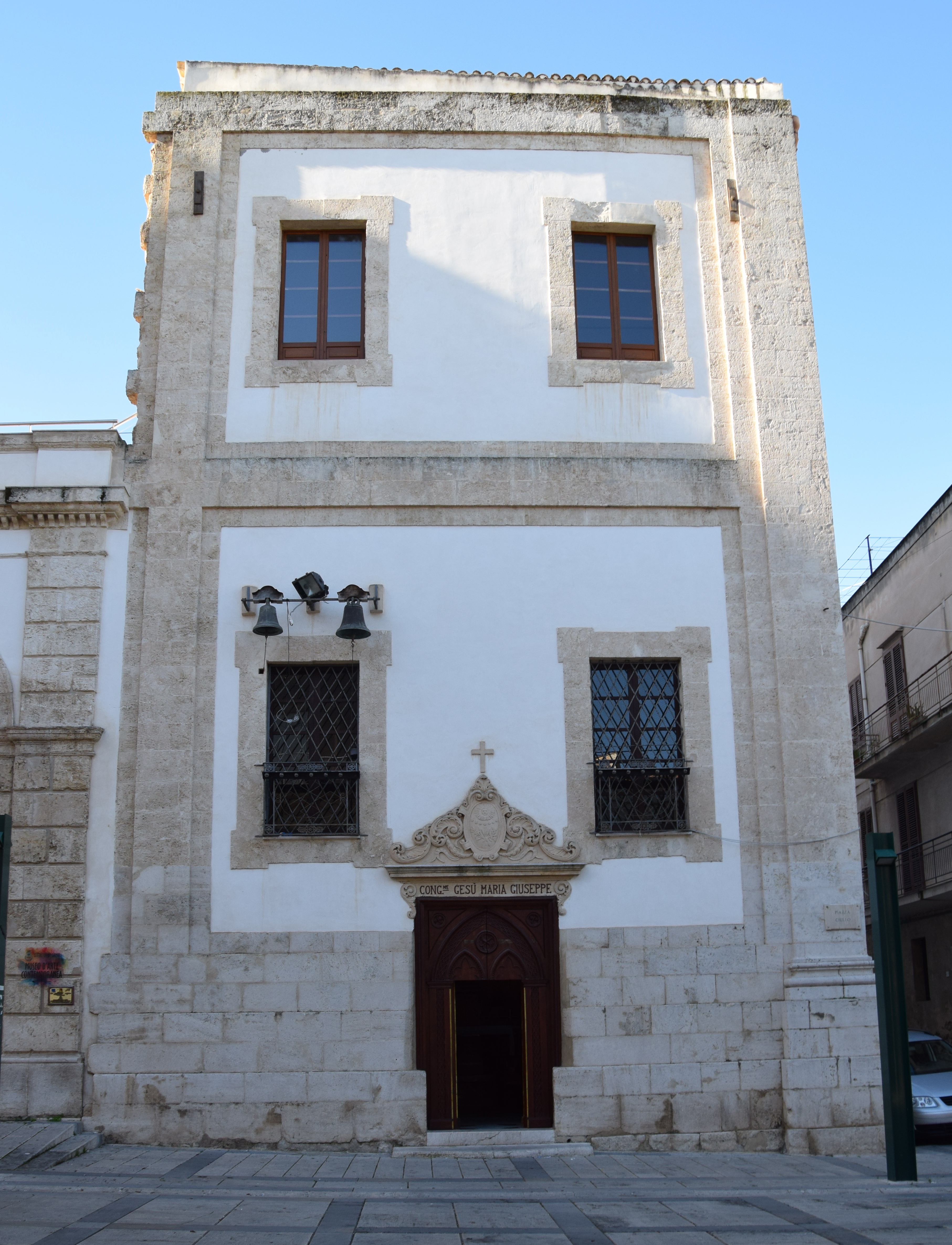
Chiesa della Sacra Famiglia
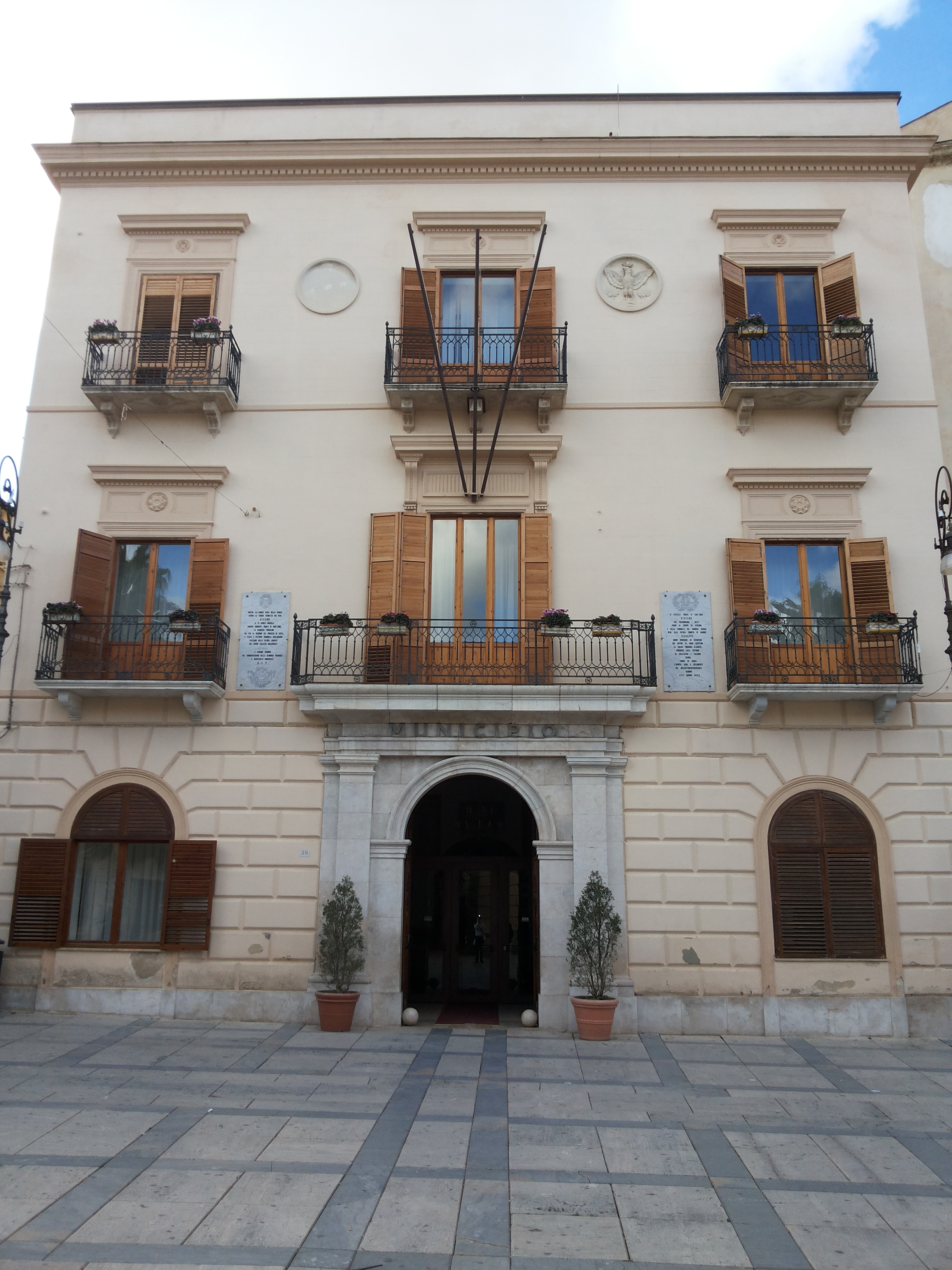
Palazzo Comunale
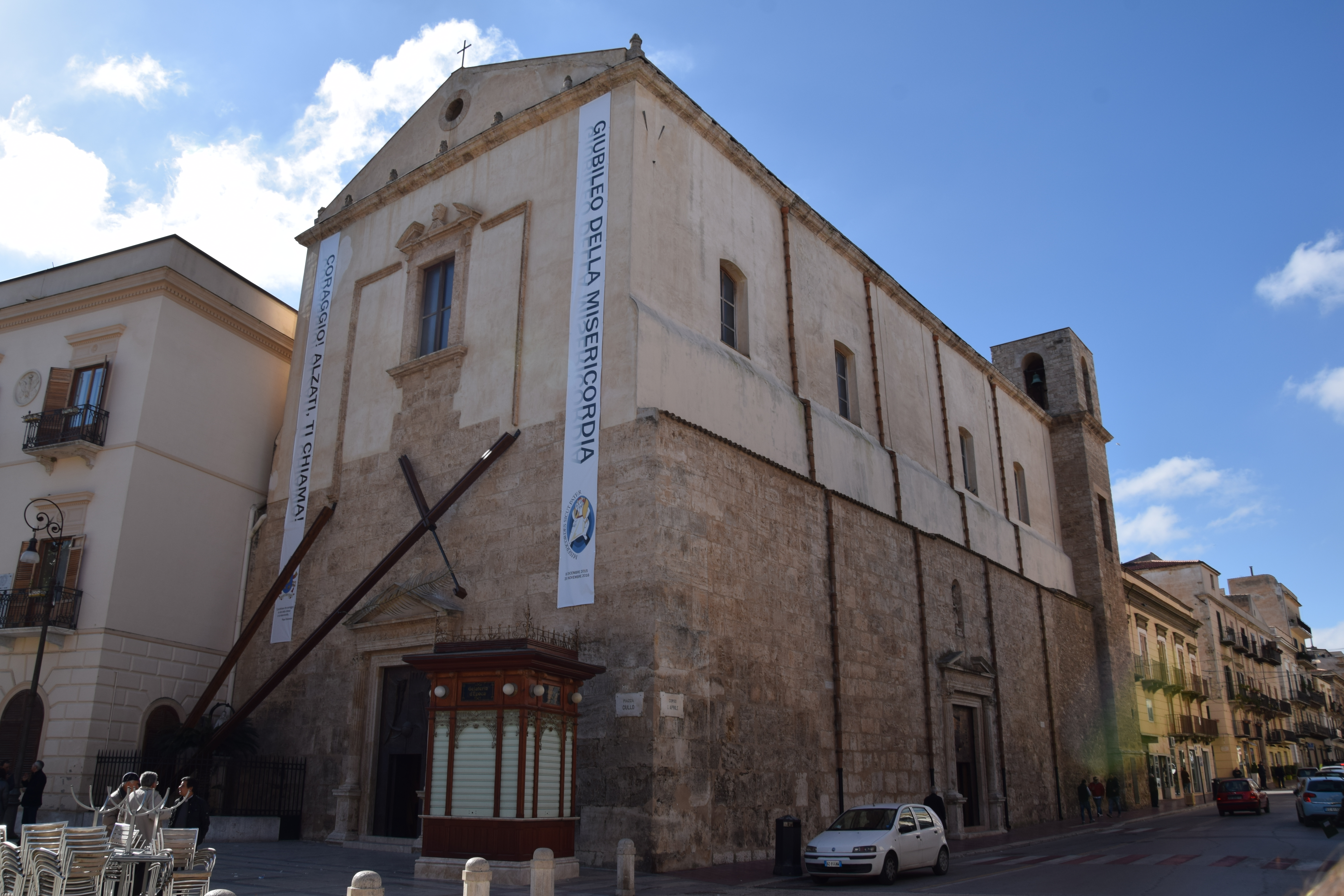
Chiesa di Sant'Oliva
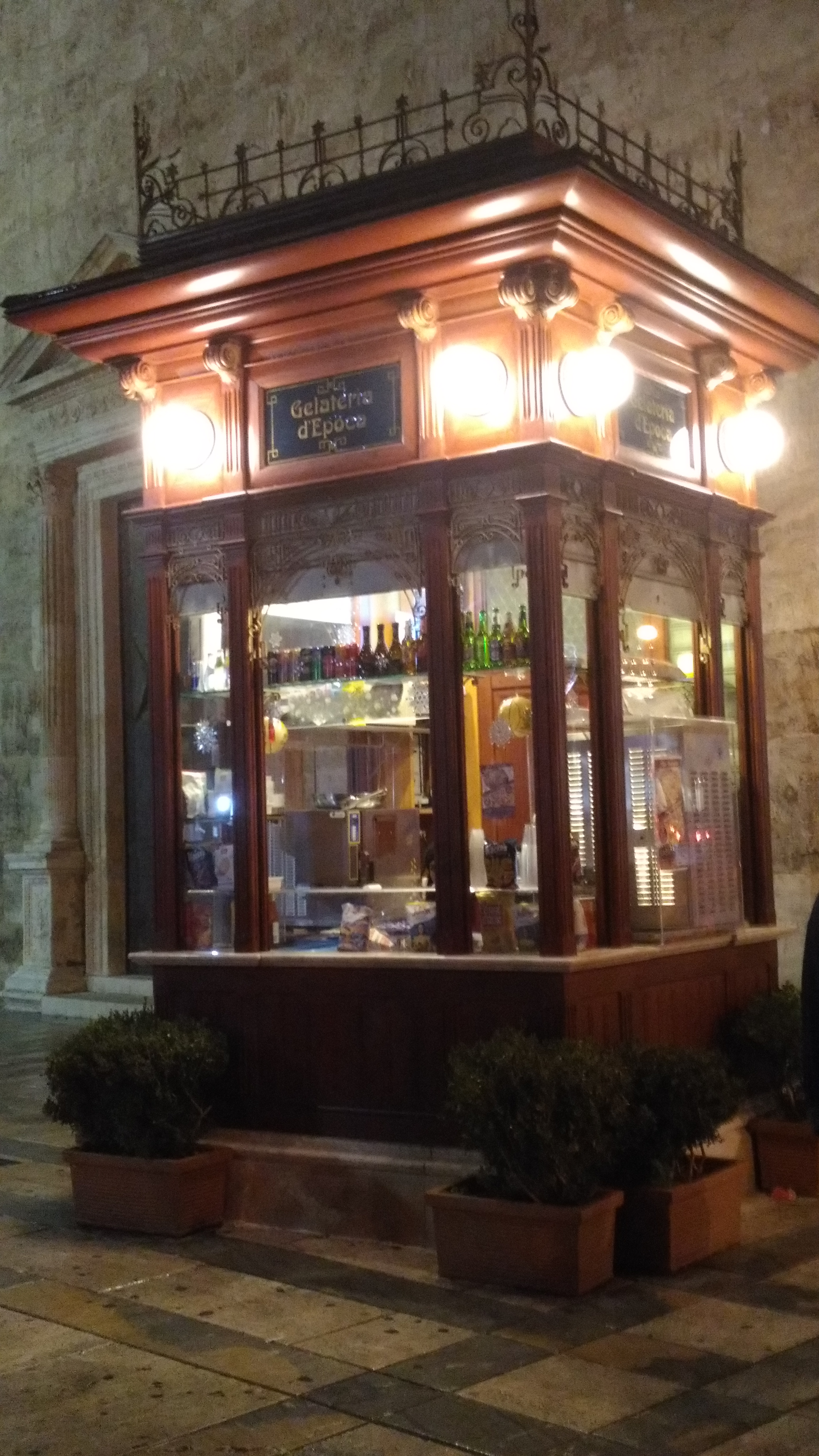
Il Chiosco Liberty
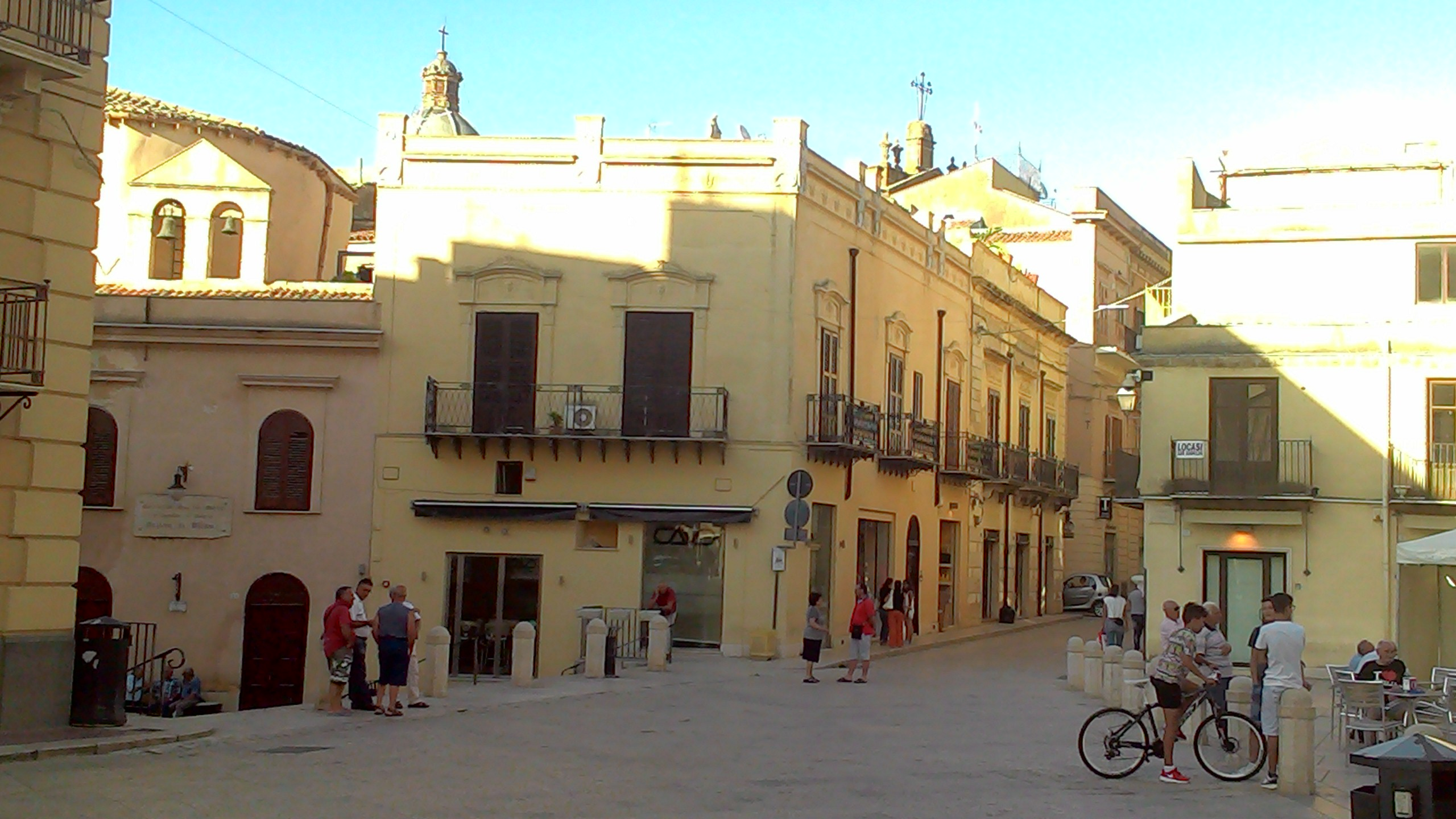
Incrocio fra il Corso 6 Aprile e Piazza Mercato
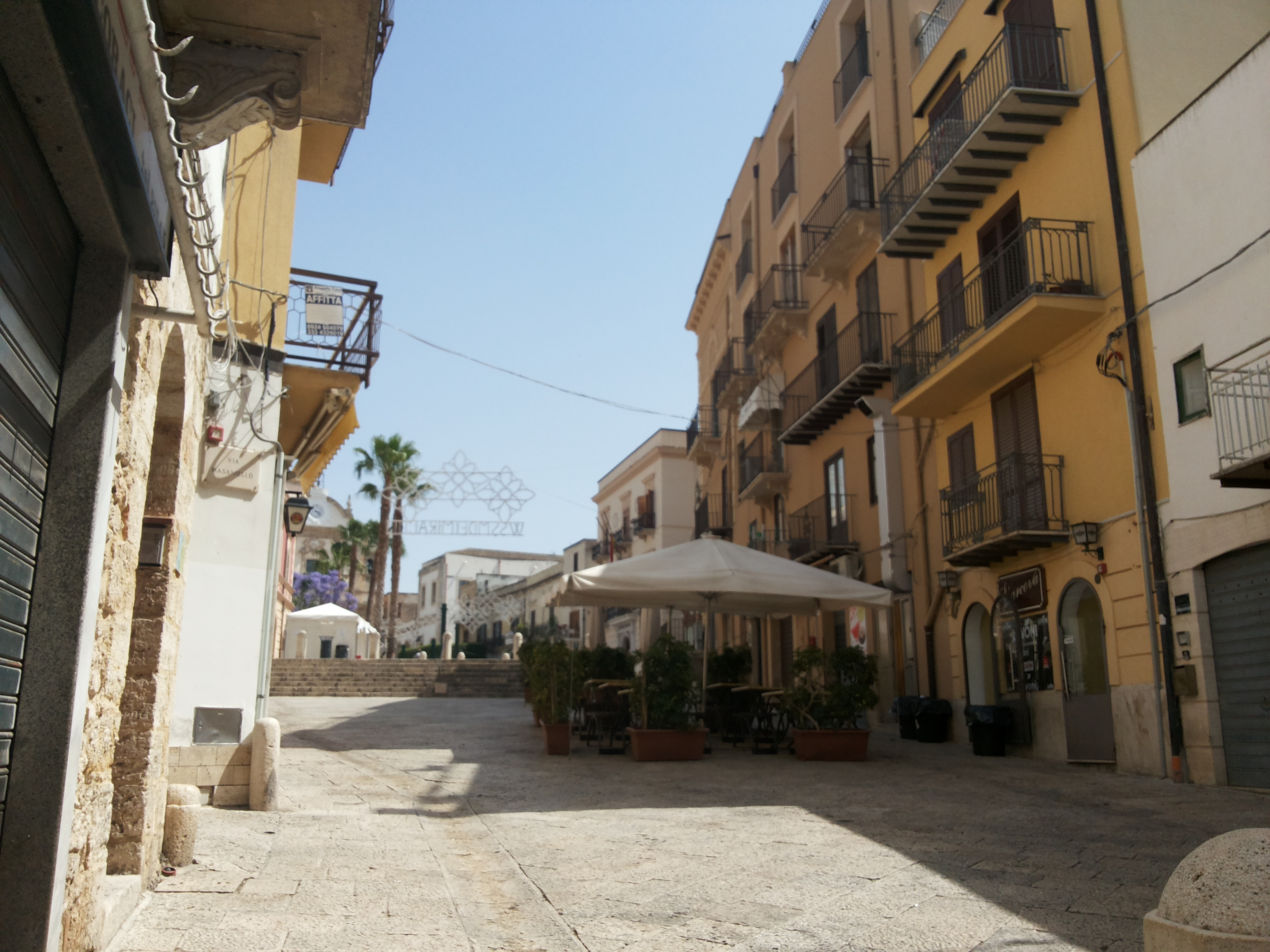
Piazza Mercato